# Paulo Aripe
Padre Paulo Aripe, mais conhecido como Padre Potrilho (Uruguaiana, 11 de junho de 1936 — Alegrete, 10 de maio de 2008) foi um padre católico e escritor brasileiro, grande incentivador do tradicionalismo gaúcho.

## Biografia
Estudou no Colégio Sant'Ana, em Uruguaiana. Formou-se em filosofia e teologia pelo Seminário Imaculada Conceição de Viamão.
Fez um curso de Pastoral Latino Americana - Ipla, em Quito, no Equador, em 1973, e o curso de PNL, Programação Coração de Jesus, em Uruguaiana. Sua presença de evangelizador se fez sentir especialmente nos programas radiofônicos, nos quais se destacava sua habilidade de trovador. Foi autor da famosa poesia Porque os padres não casam.
Possuía grande simpatia por Dom Luís Filipe de Nadal, o qual andava a cavalo e era muito ligado ao tradicionalismo gaúcho. Foi o criador de A Missa Crioula, e autor da coleção A Igreja nos Galpões, com mais de dez livros.
Foi pároco da cidade de Alegrete, no estado do Rio Grande do Sul, desde 1998, depois de ter trabalhado na Paróquia Sant'Ana de Uruguaiana, de 1958 a 1972; em Santa Maria, de 1978 a 1987; em São Francisco de Assis em 1988; e em São Borja, de 1974 a 1977.
Morreu aos 71 anos, em Alegrete, vítima de embolia pulmonar.

## Livros
- Bombacha e Batina
- O Rio Grande e a Cruz
- A Missa Crioula
- A Pastoral do Alcoólatra
- O Fino do Grosso
- Mascando o Evangelho
- O Casamento Crioulo
- O Batizado Crioulo
- A Marda Sagrada
- Datas e Fatos